# Barney Ewell
Henry Norwood Ewell, detto Barney (Harrisburg, 25 febbraio 1918 – Lancaster, 4 aprile 1996), è stato un velocista statunitense.
Prese parte ai Giochi olimpici di Londra 1948 conquistando ben tre medaglie: due d'argento nei 100 e 200 metri piani e una d'oro nella staffetta 4×100 metri corsa con i connazionali Lorenzo Wright, Harrison Dillard e Mel Patton.

## Palmarès
| Anno | Manifestazione  | Sede   | Evento      | Risultato | Prestazione | Note |
| ---- | --------------- | ------ | ----------- | --------- | ----------- | ---- |
| 1948 | Giochi olimpici | Londra | 100 m piani | Argento   | 10"4        |      |
| 1948 | Giochi olimpici | Londra | 200 m piani | Argento   | 21"1        |      |
| 1948 | Giochi olimpici | Londra | 4×100 m     | Oro       | 40"7        |      |